# Campionatul de Fotbal al României 1913
Sezonul 1913 al Cupei Hans Herzog a fost cea de-a patra ediție a Campionatului de Fotbal al României. A avut loc în perioada februarie-mai 1913. Câștigătoarea, Colentina București, a primit Cupa Herzog. Față de sezoanele anterioare, s-au mai înscris în competiție alte trei echipe: Bukarester FC București, Cercul Atletic București (CAB) și Uniunea Sportivă București. Colentina a reușit un record - 8 victorii consecutive, și cea mai mare victorie 9-0 cu Cercul Atletic București(CAB), CAB care la rândul ei a învins cu același scor pe Uniunea Sportivă București.

## Rezultate
| Data       | Gazde      | Scorul | Oaspeți    |
| ---------- | ---------- | ------ | ---------- |
| 17.02.1913 | CAB        | 3–0    | Olimpia    |
| 24.02.1913 | Olimpia    | 1–1    | Bukarester |
| 24.02.1913 | Colentina  | 9–0    | CAB        |
| 3.03.1913  | Olimpia    | 9–2    | USB        |
| 3.03.1913  | Bukarester | 0–8    | Colentina  |
| 10.03.1913 | CAB        | 3–2    | Bukarester |
| 10.03.1913 | Colentina  | 5–1    | Olimpia    |
| 17.03.1913 | United     | 3–2    | CAB        |
| 24.03.1913 | United     | 0–3    | Colentina  |
| 24.03.1913 | CAB        | 9–0    | USB        |
| 24.03.1913 | Olimpia    | 0–3    | Bukarester |
| 30.03.1913 | United     | 2–0*   | Olimpia    |
| 31.03.1913 | CAB        | 0–5    | Bukarester |
| 31.03.1913 | Colentina  | 2–0*   | USB        |
| 7.04.1913  | Colentina  | 1–0    | Olimpia    |
| 27.04.1913 | Colentina  | 2–0    | CAB        |
| 19.05.1913 | Colentina  | 4–2    | Bukarester |

- * Meciurile nu s-au disputat deoarece oaspeții nu s-au prezentat.

## Clasament
| Loc | Echipă          | Pct. | MJ | V | E | Î | GM | GP | GA     | Note               |
| --- | --------------- | ---- | -- | - | - | - | -- | -- | ------ | ------------------ |
| 1.  | Colentina (C)   | 16   | 8  | 8 | 0 | 0 | 34 | 3  | 11,333 | Campioana României |
| 2.  | Cercul Atletic  | 6    | 7  | 3 | 0 | 4 | 17 | 21 | 0,810  |                    |
| 3.  | Bukarester FC   | 5    | 6  | 2 | 1 | 3 | 13 | 16 | 0,813  |                    |
| 4.  | United Ploiești | 4    | 3  | 2 | 0 | 1 | 5  | 5  | 1,000  |                    |
| 5.  | Olympia         | 3    | 7  | 1 | 1 | 5 | 11 | 17 | 0,647  |                    |
| 6.  | US București    | 0    | 3  | 0 | 0 | 3 | 2  | 20 | 0,100  |                    |

* Uniunea Sportivă București s-a retras după 3 meciuri disputate.
| Câștigătorii Cupei Hans Herzog ediția 1913 |
| ------------------------------------------ |
| Colentina București Primul Titlu           |

## Cupa Harwester 1913
Cupa Harwester 1913 a avut loc în toamnă.
| Gazde         | Scorul    | Oaspeți   |
| ------------- | --------- | --------- |
| Bukarester FC | 2-0       | Colentina |
| Coltea        | 6-2       | Colentina |
| Colentina     | 1-0       | Coltea    |
| Bukarester FC | (2-0)4-0* | Coltea    |

* Pe teren s-a terminat 2-0, Bukarester FC a câștigat cu 4-0 la masa verde în dauna CS Colțea București.     
| Loc | Echipă           | Pct. | MJ | V | E | Î | GM | GP | GA    | Note                    |
| --- | ---------------- | ---- | -- | - | - | - | -- | -- | ----- | ----------------------- |
| 1.  | Bukarester FC    | 4    | 2  | 2 | 0 | 0 | 6  | 0  | —     | Câștigătoarea trofeului |
| 2.  | Colțea București | 2    | 3  | 1 | 0 | 2 | 6  | 7  | 0,857 |                         |
| 3.  | Colentina (C)    | 2    | 3  | 1 | 0 | 2 | 3  | 8  | 0,375 |                         |